# Општина Букин (Караш-Северин)
Букин (рум. Buchin) општина је у Румунији у округу Караш-Северин.
Oпштина се налази на надморској висини од 459 m.